# Skřeti (Středozem)
Skřeti jsou rasou v J.R.R. Tolkienově fiktivním světě Středozemi. V sindarštině se nazývali Skiriti, z toho je zřejmě odvozeno jejich označení v Černé řeči skuruti. Jsou to zlé bytosti, které jsou služebníky Temných pánů Morgotha, Saurona, ale také čaroděje Sarumana. V knize Hobit jsou označováni jako goblini (toto jméno pro ně používají v českém překladu také hobiti).

## Původ skřetů
Skřeti byli výsledek strašlivé práce prvního Temného pána Morgotha někdy na počátku hvězdných věků. Vznikli s největší pravděpodobností z Elfů, kteří byli pochytáni Morgothem a pomalým a krutým mučením v hlubokých jamách jeho pevnosti Utumna zkaženi a přeměněni. Tak Morgoth stvořil plemeno skřetů, které bylo parodií Ilúvatarových Prvorozených a skřeti se později elfům stali největšími nepřáteli.

## Popis
Skřeti byli stvořeni zakrslí, shrbení a s tmavou kůží. Měli dlouhé opičí paže, plochý obličej a žluté, špičaté zuby. Jejich krev byla černá a studená. Byli to kanibalové živící se hořkým masem svých vlastních příbuzných. Množili se nejrychleji ze všech živých bytostí Ardy.
Byli to krutí bojovníci, kteří se nebáli smrti. Strach z jejich pána, kterého v duši nenáviděli a báli se ho, byl silnější než strach ze smrti. Jejich slabinou však bylo světlo. Byli stvořeni ve tmě Morgothova pekla a slunečního svitu se proto velice báli. Strachu ze světla byli zbaveni až později pomocí Sauronových kouzel.

## Dějiny

### První věk
Po uvěznění Morgotha ve Valinoru se skřeti bez svého vůdce toulali po temných koutech Středozemě. Později přišli do Beleriandu, kde soužili Sindar. Jakmile Morgoth spolu se Silmarily uprchnul ze zajetí, shromáždil zástupy svých sluhů ve své pevnosti Angbandu. Prohlásil se pánem světa a zástupy jeho skřetů byly vyslány proti beleriandským elfům. Skřeti v prvním Slunečním věku vždy tvořili ve vojsku Temného pána většinu. Bojovali ve všech pěti beleriandských bitvách. V každé z nich utrpěli obrovské ztráty. Pokaždé však povstali v ještě větším počtu. Po Válce hněvu na konci věku jich při pádu Thangorodrim padlo neskutečné množství. Většina těch, kterým se podařilo uprchnout, se skrylo v horách na východě. Zbylo jich však málo a dlouho trvalo než se rozmnožili natolik, aby mohli znovu sužovat svět.

### Pod Sauronovou mocí
Ve druhém věku povstal Morgothův pobočník Sauron, který se opevnil v zemi Mordor. Skřeti ho přijali za svého nového pána a velké množství jich za ním přišlo do Mordoru. Skřeti Sauronovi sloužili stejně jako jeho pánu Morgothovi a bojovali za něj ve válce s elfy i ve Válce posledního spojenectví, při které Sauron padnul. Většina skřetů byla vyhubena, ale některým se opět podařilo přežít a ukrýt se v horách.
Dlouhou dobu ve třetím věku se skrývali a žili jen v malých tlupách, jakmile však začal Sauron znovu povstávat, znovu se velice rychle rozmnožili. Ze Sauronovy pevnosti v Dol Gulduru se postupně rozšířili do Temného Hvozdu, Mlžných hor, kde založili své sídlo Gundabad a po příchodu Nazgûlů rovněž znovuobsadili Mordor a Angmar. V roce 1980 probouzejí trpaslíci v Khazad-dûm balroga, který zabíjí jejich krále a vyhání je z města. Khazad-dûm je poté začne nazýván Moria a je osídlena zlými stvůrami a skřety. Mezi lety 2793-2799 dojde k válce mezi trpaslíky a skřety. Po Sauronově novém povstání byla pomocí jeho kouzel vytvořena nová silnější skřetí odrůda, kterou nazval skurut-hai (v anglickém originále Uruk-Hai) . Tyto skřety využíval po své zradě také čaroděj Saruman. Skřeti bojovali za své temné pány ve Válce o Prsten. S pádem Barad-dûr na konci Třetího věku byli skřeti téměř vyhubeni a nikdy již nenašli sílu na to, aby znovu povstali.

## Skřetí druhy
Skřeti se vyvinuli nebo byli vyšlechtěni do mnoha druhů. Nejznámější plemeno Třetího věku skurut-hai (neboli uruk-hai) bylo větší a silnější než obyčejní skřeti. Skurut-hai obyčejné skřety, na které pohlíželi s opovržením, nazývali Snagy, což v překladu znamená otroci. V křížení skřetů si liboval především Saruman, který stejně jako Sauron vytvořil své skurut-hai. Uruk-hai ze Železného pasu byli vyšší a více podobní lidem. V knize Návrat krále se mluví také o plemeni stopařů, kteří svého výborného čichu využívali k stopování.
Mezi skřetí druhy patří také morijští skřeti, skřeti z Mlžných hor, skřeti z Temného Hvozdu, angmarští skřeti, mordorští skřeti a skřeti ze Železného Pasu a také skřeti z Gundabadu.
Olog-hai – zmiňováni v dodatcích k Pánu prstenů, charakterizováni jako „silní, obratní, divocí a vychytralí“.
Morgulští skřeti – obyčejní mordorští skřeti, obvykle malí, hubení, ne příliš inteligentní.

## Jazyk skřetů
Skřeti nebyli dost chytří na to, aby si dokázali vytvořit vlastní jazyk. Temný pán Sauron jim proto vytvořil Černou řeč, kterou měly používat všechny jemu podrobené národy. Skřeti si vytvořili svá nářečí, která byla navzájem natolik odlišná, že jim ke vzájemné komunikaci nemohla dobře posloužit. Využívali proto Obecnou řeč.